# Saint-Père-Marc-en-Poulet
Saint-Père-Marc-en-Poulet (do listopada 2018 Saint-Père), bret. Sant-Pêr-Poualed) – miejscowość i gmina we Francji, w regionie Bretania, w departamencie Ille-et-Vilaine.
Według danych na rok 1990 gminę zamieszkiwało 1516 osób, a gęstość zaludnienia wynosiła 77 osób/km² (wśród 1269 gmin Bretanii Saint-Père plasuje się na 412. miejscu pod względem liczby ludności, natomiast pod względem powierzchni na miejscu 508.).

## Współpraca
Miejscowość partnerska:
- Nandrin, Belgia